# 8666 Reuter
För andra betydelser, se Reuter.
8666 Reuter eller 1991 GG10 är en asteroid i huvudbältet som upptäcktes den 9 april 1991 av den tyske astronomen Freimut Börngen vid Tautenburg-observatoriet. Den är uppkallad efter författaren Fritz Reuter.